# یوهانس هنگیفلد
یوهانس هنگیفلد (انگلیسی: Johannes Hengeveld; ۲۴ دسامبر ۱۸۹۴ – ۴ مهٔ ۱۹۶۱) ورزشکار دو و میدانی اهل پادشاهی هلند بود.